# هيكتور أبونزا
هيكتور أبونزا (مواليد 6 سبتمبر 1938) هو مبارز بالسيف مكسيكي، مثّل بلاده في الألعاب الأولمبية الصيفية 1968.

## روابط رياضية
هيكتور أبونزا على موقع أوليمبيديا (الإنجليزية)